# Koga (Fukuoka)
Koga (古賀市 Koga-shi?) es una ciudad localizada en Fukuoka, Japón.
A partir de 2009, la ciudad tiene una población de 58.250 y una densidad de 1.334,72 personas por km². La superficie total es de 42,11 km².
La ciudad fue fundada el 1 de octubre de 1997.

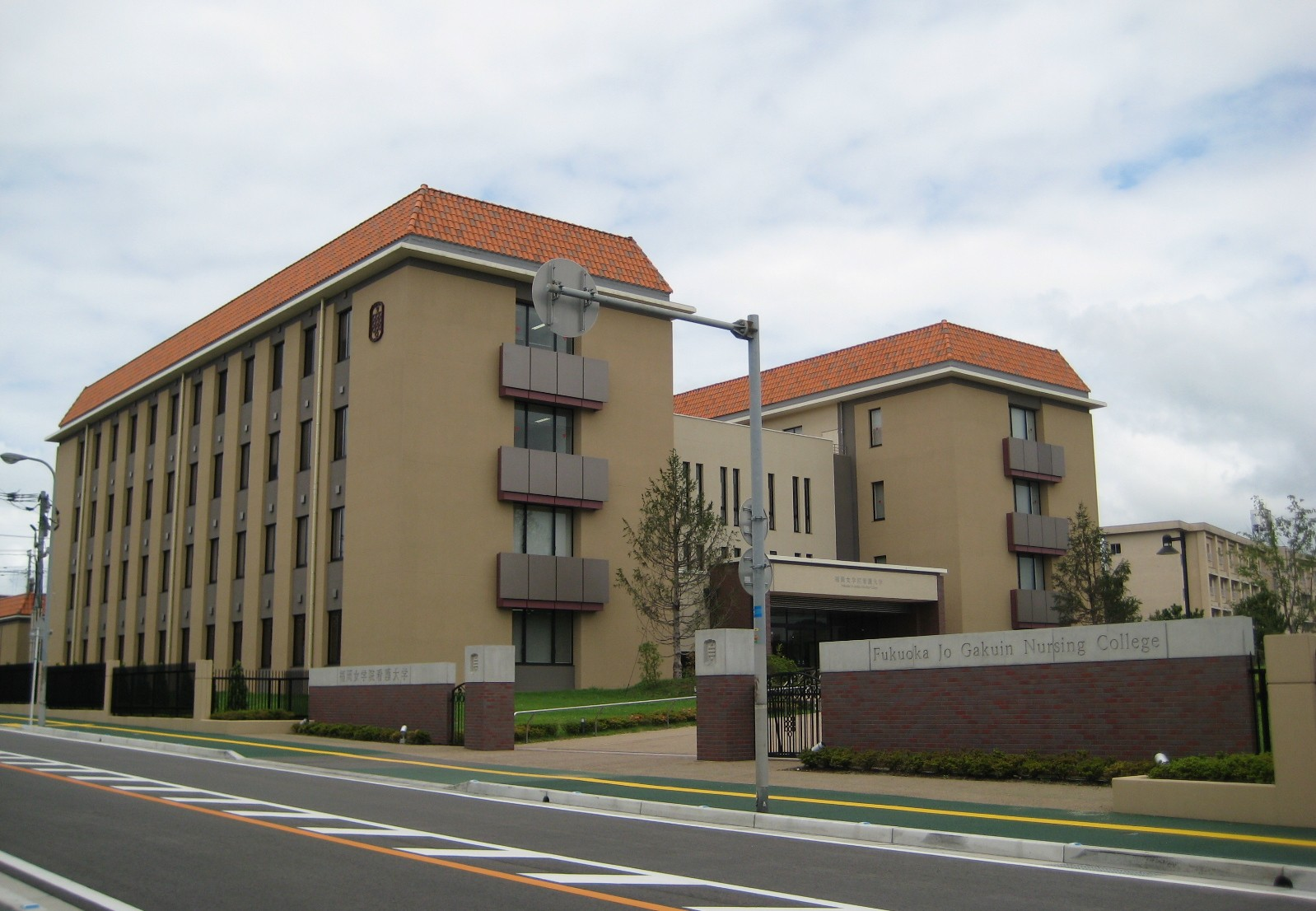
Escuela de Enfermería de Fukuoka Jogakuin.